# Hexolobodon phenax
Hexolobodon phenax је изумрла врста глодара из породице хутија (Capromyidae).

## Распрострањење
Ареал врсте је био ограничен на острво Хаити (Хиспаниола). Врста је пре изумирања била присутна у следећим државама: Хаити и Доминиканска Република.

## Угроженост
Ова врста је изумрла, што значи да нису познати живи примерци.